# 美利堅聯盟國副總統
美利堅聯盟國副總統（英語：Vice President of the Confederate States of America）簡稱聯盟國副總統、邦聯副總統（英語：-{Vice-President of the
Confederate States}-）是美利堅聯盟國政府的第二最高行政長官，也是聯盟國總統的副手。該職位由佐治亞州長的亚历山大·H·史蒂芬斯擔任，他從1861年2月18日起在密西西比州傑佛遜·戴維斯總統手下任職，直至1865年5月5日聯盟國解體。在贏得1861年11月6日總統選舉之前，他們被視為臨時公職人員未經反對，於1862年2月22日就職

## 職務
根據聯盟國憲法，副總統的職位幾乎與合眾國副總統職位完全相同
副總統與總統一起由選舉團（模仿合眾國選舉團）選舉產生。選舉人必須將自己的一票投給非本州人士。如果沒有候選人在選舉團中贏得多數席位，聯盟國參議院將從得票最高的兩名候選人中選出副總統。與總統一樣，副總統必須是聯盟國的天生公民或1860年12月20日之前出生的合眾國公民，並且在聯盟國居住超過14年。
合眾國和聯盟國副總統之間的主要區別在於，南部邦聯的任期為六年。憲法明確禁止總統競選連任，但副總統卻沒有。目前尚不清楚如果一位副總統在任期中期接任總統職位，是否可以在之後競選完整的總統任期。